# Neogovea kamakusa
Neogovea kamakusa - gatunek kosarza z podrzędu Cyphophthalmi i rodziny Neogoveidae.

## Występowanie
Gatunek endemiczny dla Gujany. Znany z Kamakusa w rejonie Essequibo.